# LR-105
LR-105は1950年代にロケットダインによって開発、生産されたICBMSM-65やアトラスロケットの液体燃料ロケットエンジンである。推進剤に極低温で貯蔵する必要のある液体酸素を使用していた為、発射まで時間がかかるため、ミサイル用のエンジンは後年、常温で貯蔵できる推進剤を使用するLR-89に置き換えられた。推進剤の種類は異なるがLR-89と同じガス発生器サイクルを使用し、燃料を循環させることで冷却する再生冷却システムを採用していたので構造は良く似ていた。最終的に2004年まで人工衛星の打ち上げに使用されたアトラスIIまで使用され、LR-105は計570基が生産された。

## 派生機種
- LR105-3 - 推力 375 kN
- LR105-5 - 最も多く使用され計289基が打ち上げに使用された。推力は386 kNでアトラス E/Fに使用された。
- XLR105-5 -計172基が生産され、推力363 kNでアトラス Dミサイルに使用された。
- LR105-7 - XLR105-5の増強型。衛星の打ち上げのみに使用され、50基が生産され、推力は386 kN.
- S-4 - レッドストーンの為の概念のみの増強型の機種。
- RS-56 OSA - アトラスIIに使用されたもっとも先進的な機種で63基生産された。